# David Hale (baseball)
Pour les articles homonymes, voir David Hale et Hale.
David Hale (né le 27 septembre 1987 à Marietta, Géorgie, États-Unis) est un lanceur droitier qui a évolué dans la Ligue majeure de baseball de 2013 à 2021.

## Carrière

### Braves d'Atlanta
Joueur des Tigers de l'Université de Princeton, David Hale est un choix de troisième ronde des Braves d'Atlanta en 2009.
À ses débuts pour les Braves le 13 septembre 2013 à Atlanta, le natif de l'État blanchit les Padres de San Diego en 5 manches et, avec 9 retraits sur des prises, il bat l'ancien record de franchise de 8 retraits sur des prises à son premier match dans les majeures, marque alors partagée par Bob Dresser depuis 1902 et Kenshin Kawakami depuis 2009. Les releveurs des Braves accordent cependant 4 points, empêchant Hale d'entamer sa carrière dans les majeures avec une victoire. Le 26 septembre suivant, il limite les Phillies de Philadelphie à un point pour sa première victoire. En deux matchs comme lanceur partant pour les Braves de 2013, Hale a lancé 11 manches, enregistré 14 retraits sur des prises contre un seul buts-sur-balles, et n'a accordé qu'un point pour une moyenne de points mérités de 0,82. Il fait ensuite ses débuts en séries éliminatoires, affrontant un frappeur des Dodgers de Los Angeles dans la Série de division 2013.
En 45 sorties au monticule en 2014, Hale maintient une moyenne de points mérités de 3,30 en 87 manches et un tiers de travail. Il joue 6 matchs comme lanceur partant et le reste comme lanceur de relève, remportant 4 victoires contre 5 défaites.

### Rockies du Colorado
Le 30 janvier 2015, les Braves échangent les lanceurs droitiers David Hale et Gus Schlosser aux Rockies du Colorado contre deux receveurs des ligues mineures, Jose Briceno et Chris O'Dowd.